# Basílica de Maxêncio
Basílica de Maxêncio, conhecida também como Basílica de Magêncio, Basílica de Constantino ou apenas Basílica Nova, era uma antiga basílica civil construída no alto do monte Vélia. Era o maior edifício do Fórum Romano. Sua construção foi iniciada em 308 pelo imperador Maxêncio e terminada quatro anos depois por Constantino, que o derrotou na Batalha da Ponte Mílvia.
Sua localização era próxima do Templo da Paz, que na época provavelmente já estava abandonado, e do Templo de Vênus e Roma, cuja restauração também fez parte do programa de obras de Maxêncio.

## Características

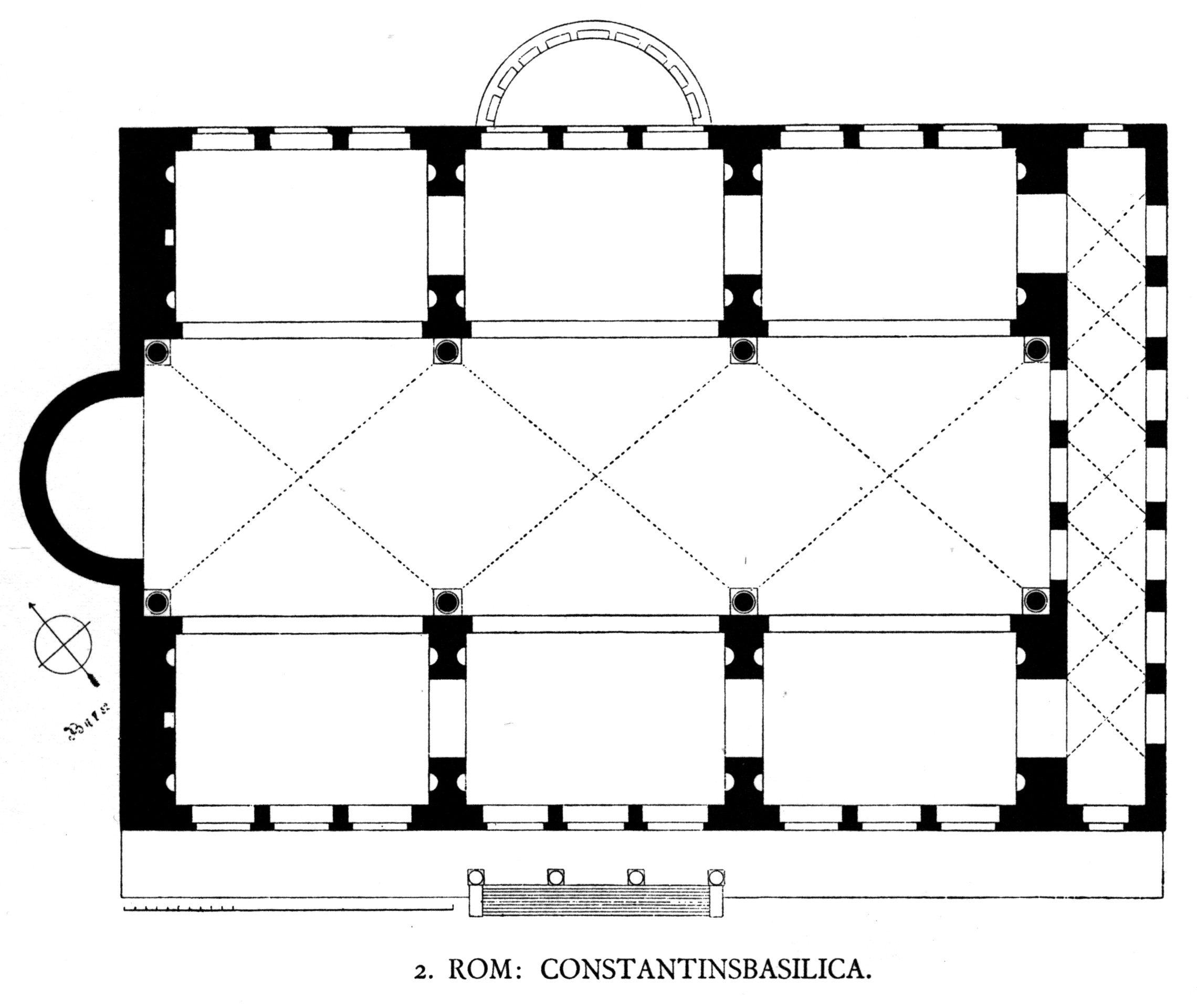
Planta original da basílica. O que resta hoje corresponde a uma das alas laterais (a fileira de cima).

O edifício era constituído por uma nave central coberta por três abóbadas de aresta suspensas 39 metros acima do piso e assentadas sobre quatro grandes pilares e com uma abside na extremidade ocidental que abrigava uma gigantesca estátua de Constantino (restos da qual estão atualmente no pátio do Palazzo dei Conservatori, nos Museus Capitolinos). As forças laterais geradas pelas abóbadas eram sustentadas por três corredores laterais de cada lado, cada um medindo 23 x 17 metros. Estes corredores eram encimados por abóbadas de berço semi-circulares perpendiculares à nave e uma estreita arcada seguia paralela a ela abaixo das abóbadas. A nave em si media 80 metros de comprimento por 25 metros de largura, o que criava um espaço de 2 000 metros quadrados.
Ao longo de toda a fachada oriental do edifício se projetava uma arcada. Na fachada sul, projetava-se uma varanda com quatro colunas. A Basílica de Maxêncio é considerada uma maravilha da engenharia romana. Na época de sua construção, era a maior estrutura já construída e, por isso, um edifício único que fundia aspectos das antigas basílicas com a dos grandes banhos imperiais. As mais avançadas técnicas de engenharia foram empregadas na obra, incluindo inovações aprendidas em outras grandes obras, como o Mercado de Trajano e as Termas de Diocleciano. Como muitas basílicas da época, como a Basílica Úlpia, a Basílica de Maxêncio contava com um grande espaço na nave central, mas, ao contrário delas, ao invés de colunas suportando um teto simples, o edifício todo foi construído utilizando arcos, uma característica muito mais comum em banhos do que em basílicas. Outra diferença em relação às antigas basílicas é o teto da estrutura. Enquanto as tradicionais contavam com um teto plano simples, a Basílica de Maxêncio foi construída com um tento curvo, o que diminuiu o peso total da estrutura e diminuiu as forças horizontais sobre os arcos exteriores.
As seções sul e central do edifício provavelmente ruíram depois de um terremoto em 847. Em 1349, a abóbada da nave desabou depois de outro terremoto. A única das oito colunas de mais de 20 metros de altura que sobreviveu ao terremoto foi transportada pelo papa Paulo V para a praça de Santa Maria Maggiore em 1614. Tudo o que resta da basílica hoje são os três corredores da ala norte com suas três abóbadas de berço de concreto com caixotões octogonais para diminuir o peso.

## Função
Durante o período imperial, as basílicas serviam para uma variedade de funções, incluindo abrigar cortes de justiça, servir de local para realização de negócios e como um ponto de encontro. Durante o governo de Constantino e de seus sucessores, este tipo de edifício foi escolhido como modelo para a construção das primeiras grandes igrejas, presumivelmente porque, sendo um edifício civil, a basílica era menos associado aos antigos templos pagãos. A partir desta época, o termo "basílica" passou a designar unicamente grandes igrejas ou catedrais, um sentido preservado até os dias de hoje na língua portuguesa.